# Tagliata (gastronomia)
La tagliata di manzo o semplicemente tagliata è un secondo piatto a base di carne di manzo che deve il suo nome al fatto che il pezzo di carne viene prima cotto e poi servito tagliato a listarelle.
È un piatto codificato negli anni settanta del XX secolo divenuto velocemente un piatto tipico della cucina toscana prima di essere adottato in tutto il territorio nazionale.

## Storia
La tagliata è stata inventata a Pisa nel 1973 dal cuoco Sergio Lorenzi reinterpretando la classica bistecca fiorentina.
Lorenzi dopo la grande esperienza maturata nei migliori ristoranti milanesi trovò un posto a Pisa come chef di cucina in ristorante dietro piazza dei Miracoli specializzato in cucina toscana, rilanciandolo e facendolo diventare uno dei locali più noti d'Italia. Quindi nel 1970 aprì il suo primo ristorante Sergio, dove nel 1973 servì per la prima volta questo piatto, denominandolo la "tagliata di manzo", diventato sempre più nel tempo uno dei più conosciuti della cucina toscana nel mondo.
Cinque anni dopo il cuoco ottiene la stella Michelin dando ancora più notorietà alla sua attività. Già all'inizio degli anni ottanta la ricetta si era diffusa e quasi tutti i ristoratori della zona servivano la tagliata anche se con molte variazioni, sia nel tipo di taglio (non più solo controfiletto) sia nel tipo di condimento.
Oggigiorno la tagliata viene servita in molti ristoranti su tutto il territorio nazionale e non solo.
Esistono racconti alternativi dove si ricerca l'origine di questo piatto in tempi più antichi in luoghi differenti sempre in Toscana, pur non avendo una documentazione ufficiale.
C'è la versione secondo cui una nobildonna di Arezzo, ghiotta di carne, l’avrebbe chiesta per la prima volta pre-tagliata a causa di una lussazione al polso per una caduta da cavallo. Un'altra dice che in Maremma fosse abitudine dei butteri cuocere grossi pezzi di carne per poi tagliarne dal pezzo centrale singole strisce.

## Preparazione
Lo stesso Lorenzi descrive così i punti fondamentali per la preparazione della tagliata:»
«Per una corretta esecuzione si usa il controfiletto di vitellone chianino. La carne deve essere un pezzo grande: va cotta al sangue sulla griglia. Il taglio a fette deve essere trasversale come si usa per affettare un salmone e deve essere servita su un vassoio caldo, guarnito con piattelle (una cultivar pisana di fagioli) all’olio e pepe. Sopra la carne viene versata un’emulsione di olio extravergine di oliva, limone sale e qualche goccia di Worcestershire sauce»